# إيفان روزاس
إيفان روزاس (بالإسبانية: Iván Rozas) هو لاعب كرة قدم تشيلي في مركز الوسط، ولد في 1 يوليو 1998 في تيموكو في تشيلي. لعب مع نادي أونيفرسيداد دي تشيلي.

## وصلات خارجية
- إيفان روزاس على موقع قاعدة بيانات كرة القدم.إي يو (الإنجليزية)
- إيفان روزاس على موقع Soccerway.com (الإنجليزية)
- إيفان روزاس على موقع AS.com (الإسبانية)